# Михајешти (Клуж)
Михајешти (рум. Mihăiești) насеље је у Румунији у округу Клуж у општини Санпаул. Oпштина се налази на надморској висини од 419 m.

## Становништво
Према подацима из 2002. године у насељу је живело 318 становника.

### Попис2002.
| Расподела становништва по националности 2002.‍ | Расподела становништва по националности 2002.‍ | Расподела становништва по националности 2002.‍ | Расподела становништва по националности 2002.‍ | Расподела становништва по националности 2002.‍ |
| --------------------------------------------- | --------------------------------------------- | --------------------------------------------- | --------------------------------------------- | --------------------------------------------- |
|                                               |                                               |                                               |                                               |                                               |
| Румуни                                        | Румуни                                        |                                               | 286                                           | 89,9%                                         |
| Мађари                                        | Мађари                                        |                                               | 5                                             | 1,6%                                          |
| Роми                                          | Роми                                          |                                               | 27                                            | 8,5%                                          |